# Fundamentallösning
En fundamentallösning är i matematiken en lösning till en differentialekvation, där man inte specificerat randvillkoren. Fundamentallösningar till partiella differentialekvationer kan hittas genom Greenfunktioner.

## Exempel
Vågekvationen i en rumsvariabel,
{\displaystyle {d^{2}u \over dt^{2}}=c^{2}{d^{2}u \over dx^{2}}}
Har fundamentallösningen
{\displaystyle u(x,t)=f_{1}(x-ct)+f_{2}(x+ct)}, där f1 och f2 beror på eventuella randvärden.